# Stadion am Böllenfalltor
Das Stadion am Böllenfalltor (aufgrund eines Namenssponsorings offiziell Merck-Stadion am Böllenfalltor), auch Böllenfalltorstadion, Böllenfalltor oder einfach nur Bölle genannt, ist ein Fußballstadion in der hessischen Großstadt Darmstadt. Es ist Heimstätte des Fußballvereins SV Darmstadt 98. Das Stadion hat seit März 2023 ein Fassungsvermögen von 17.810 Zuschauern.

## Geschichte

### Bau, Eröffnung und Namensgebung

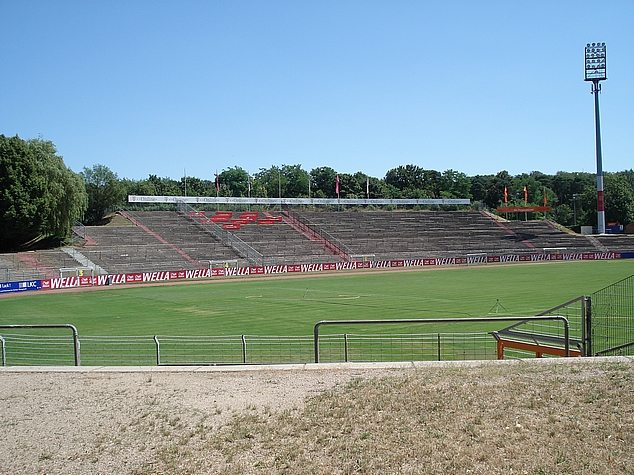
Gegengerade mit Gästeblock (links, 2007)

Die Geschichte des Stadions beginnt mit der Fusion der beiden Darmstädter Vereine FK Olympia und dem SC 05 im Jahr 1919. Erstmals wurde der Wunsch zur Schaffung einer eigenen großen Sportanlage geäußert, da der FK bisher am Schlossgartenplatz (1898–1909) und auf der Rennbahn (1909–1921) gespielt hatte. Dieses Anliegen ging zwei Jahre später in Erfüllung, als das 8000 Zuschauer fassende Stadion, das unmittelbar an das Hochschulstadion angrenzt, 1921 mit einer Festwoche zum 21. Verbandstages des Süddeutschen Fußballverbandes eröffnet wurde. Das Stadion hatte eine 380 Meter lange Aschenlaufbahn und ein Spielfeld mit 65 Meter Breite und 105 Meter Länge. Das Eröffnungsspiel am 24. Juli des Jahres gewann der SV 98 gegen Helvetia Frankfurt mit 4:1. Am Ende der Woche gewann der Verein erneut gegen den Freiburger FC mit 4:1. Die Sportanlage kostete ungefähr 240.000 Reichsmark, die vom Verein und der Stadt aus Mitteln der produktiven Erwerbslosenfürsorge getragen wurden. Zuvor gehörte das Stadionareal dem „Darmstadt Golfclub“ und neben dem Stadion befand sich ein Hockeyfeld. Das Stadion erhielt der SV 98 durch einen Kooperationsvertrag mit dem Schwimmclub „Jung Deutschland“. Die Sportanlage wurde 1925 unter der Schirmherrschaft des Hessischen Innenministeriums infrastrukturell ausgebaut.

### Nachkriegszeit und erste Erstklassigkeit
Nach dem Zweiten Weltkrieg beschlagnahmten die amerikanischen Truppen das Stadion im April 1946 und nutzten es als Baseball-Platz. Erst 1950 konnte der Verein seine Spiele wieder am Böllenfalltor austragen, nachdem es mehrere Demonstrationszüge der Vereinsjugend gab. Im selben Jahr feierten die Lilien im Hochschulstadion die Meisterschaft in der Landesliga Hessen und setzten sich in der Aufstiegsrunde durch. In der Oberliga spielend, der zu dieser Zeit höchsten Spielklasse, stellte man fest, dass das Stadion den aktuellen Bedingungen angepasst werden musste. Zwischen 1950 und 1953 fanden daher unter der Leitung von Oberstadtbaudirektor Peter Grund diverse Umbaumaßnahmen statt. Diese wurden durch die Stadt und finanziell durch die Staatl. Sportwetten-GmbH unterstützt. Aus Kriegsschutt (vor allem aus der Heinrichstraße) wurden neue Zuschauerränge erbaut. Bei der Einweihung im Jahr 1952 konnten schließlich 25.000 Zuschauer Platz finden, jedoch fehlten damals noch die Laufbahn und das Tribünendach. Das Eröffnungsspiel im umgebauten Stadion verlor der SV 98 am 29. Juni 1952 gegen Admira Wien mit 2:3. 1953 wurde auch die Laufbahn und das Tribünendach eingeweiht. Die Sitztribüne war damals 90 Meter lang.

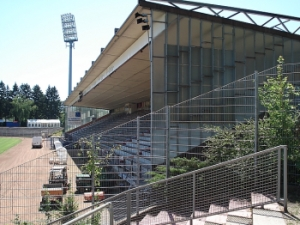
Haupttribüne (2006)

1975 wurde die alte Sitztribüne abgerissen und durch eine modernere Konstruktion ersetzt. Dadurch entstand die Haupttribüne mit 4.000 überdachten Sitzplätzen, welche 3,2 Millionen Mark kostete und am 8. November 1975 eingeweiht wurde. Zudem wurde ein Zaun vor der Gegengerade aufgestellt. In den Jahren der Erstklassigkeit der Lilien sorgten Auflagen des Deutschen Fußball-Bundes dafür, dass das Stadion 1978 auf eine Kapazität von 30.000 Plätzen erweitert wurde. Die Erweiterung der Kapazität erfolgte durch den Ausbau der Gegengerade um 36 Reihen auf eine Gesamthöhe von 12 Metern, sowie den Ausbau der Nord- und Südkurve. 1981 wurde eine Flutlichtanlage für 1,8 Millionen Mark installiert, gefördert durch die Stadt. Die Anlage wurde immer wieder verbessert und nachgerüstet, aber bis heute handelt es sich um die gleichen Türme. Am 15. August in diesem Jahr verlor der SV 98 vor offiziell 30.000 Zuschauern mit 2:1 gegen den FC Bayern München und wurde damit zum Spiel mit den meisten Zuschauern am Bölle. Es wird jedoch vermutet, dass sich mindestens 32.000 Zuschauer im Stadion befanden. 1982 wurde die Dugena-Uhr mit Anzeigetafel ins Stadion eingebaut. Diese Investitionen hatten einen finanziellen Zusammenbruch zur Folge von dem sich der Verein lange Zeit nicht erholte. Daher wurde das Stadion 1988 für 2,18 Millionen Mark an die Stadt Darmstadt verkauft. 2001 wurde eine alte, ausrangierte Anzeigetafel aus dem Olympiastadion München hinter der Südkurve aufgebaut. Acht Jahre später folgte der Einbau von VIP-Sitzen im S-Block.

### Großer Umbau

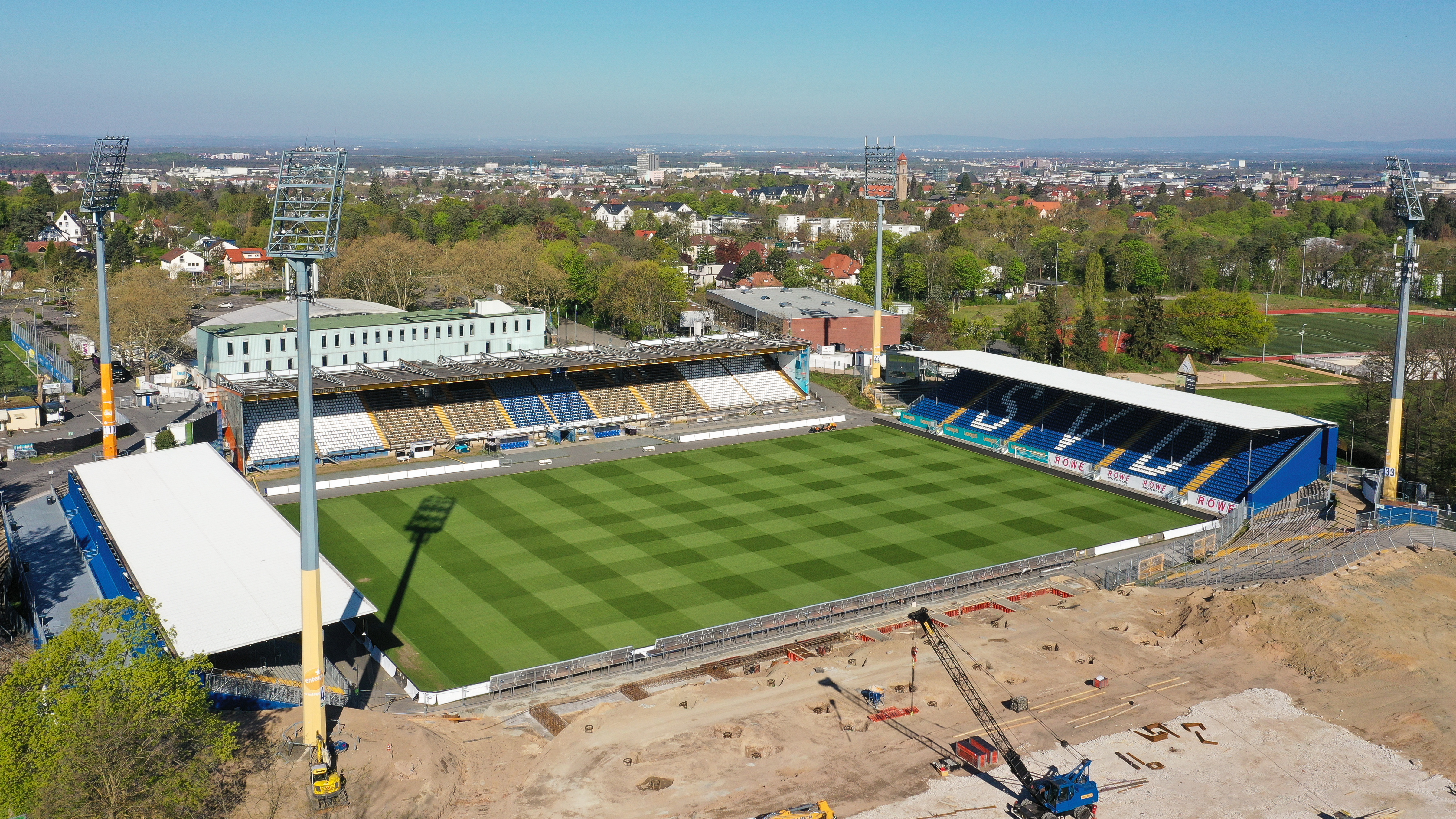
Luftbild des Stadions am Böllenfalltor mit Gegengerade im Bau (April 2019)

Nach dem Aufstieg des SV 98 in die 3. Liga zur Saison 2011/12 rückte das Stadion wieder verstärkt in das Blickfeld der Stadt Darmstadt. Durch den Aufstieg mussten Sitzplätze für Gästefans auf der Gegengerade eingebaut werden. Anfang Oktober 2012 gab die Stadt Darmstadt als Eigentümerin des Stadions eine Machbarkeitsstudie zum möglichen Bau einer neuen Spielstätte oder Umbau des bestehenden Stadions bei der IFS GmbH in Auftrag. Ziel war es, ein Bedarfs- und Nutzungskonzept zu erstellen und die Entscheidung der Standortfrage zu erörtern. In der Studie wird ein Verbleiben am Standort an der Nieder-Ramstädter-Straße befürwortet. Detaillierte Ergebnisse der Studie wurden im Sommer 2013 vorgestellt: Demnach soll eine Arena für 18.000 Zuschauer entstehen, die sich aus vier Bereichen zusammensetzt: einer Haupttribüne (3.900 Sitzplätze, davon 800 Business-Seats und 340 Logenplätze), einer Gegentribüne mit 4.850 Sitzplätzen (heutige Stehgerade), einer Stehplatztribüne für Heim-Fans (jetzige Kurve an den Tennisplätzen) sowie einer weiteren Kopftribüne für 1.800 Gästefans und 2.000 Sitzplätze für Heimfans (heutige Stehplätze in der Kurve am Marathontor).
Im Juni 2014 sicherte das Land Hessen der Stadt Darmstadt 10,5 Mio. Euro aus einem Ausgleichsfonds des Landes zu. Die Mittel sollen laut Oberbürgermeister Jochen Partsch in den Umbau des Stadions fließen. Die Kosten werden auf 27 Mio. Euro geschätzt, von denen die Stadt 14 Mio. Euro übernehmen wird. Zusätzlich hat die Stadt einen Antrag auf Sportfördermittel des Landes Hessen gestellt, die ebenfalls für weitere Maßnahmen am Stadion eingesetzt werden sollen. Ursprünglich sollte der Umbau bis zum Start der Saison 2016/17 abgeschlossen sein. Der komplette Neubau einer Arena am Standort Böllenfalltor scheiterte jedoch unter anderem an baurechtlichen Vorgaben wie dem Lärmschutz für die Anwohner. Zudem erhöhten sich die prognostizierten Kosten immer weiter, auf zuletzt geschätzte 33 Mio. Euro. Daher wurden zwischenzeitlich vier Alternativstandorte als Alternative zum Böllenfalltor geprüft: Im Westen von Darmstadt-Arheilgen zwischen Firma Merck und der S-Bahn, außerdem südlich des Autobahnzubringers am Telekom-Gelände, im Westen von Darmstadt-Eberstadt am Gefängnis sowie um den Gehaborner Hof in Weiterstadt. Bei allen Standorten gab es jedoch Probleme und teilweise auch schon Widerstand von Anwohnern.
Als erste Maßnahme zur sicherheitstechnischen und wirtschaftlichen Modernisierung beschloss der Magistrat der Stadt die Aufrüstung der Flutlichtanlage von 400 auf 800 Lux. Hintergrund waren Auflagen des DFB für Fernsehübertragungen bei Flutlicht.
Im Sommer 2014 führte die im März von der Stadt Darmstadt gegründete Darmstädter Sportstätten GmbH & Co. KG eine erste Modernisierungsmaßnahme mit einer Investitionssumme von 2,2 Mio. Euro im Stadion zur Erfüllung der Auflagen für einen geordneten Spielbetrieb nach den Statuten der DFL durch. Ab der Saison 2015/16 wären diese Umbaumaßnahmen ohnehin auch in der 3. Fußball-Liga verpflichtende Auflagen geworden. Nach der Untersuchung des Spielfeldes durch den Kampfmittelräumdienst wurde eine Vergrößerung des Spielfeldes, der Einbau einer Rasenheizung und dem Rückbau der Laufbahn durchgeführt. Zusätzlich wurde mehr Platz für die Fernsehtechnik und für Rettungswege zur Umfahrung des Stadions geschaffen. Des Weiteren wurden die nur unzureichend vorhandenen sanitären Anlagen modernisiert und erweitert und mehr Plätze für Rollstuhlfahrer eingerichtet. Durch die Umbaumaßnahmen reduzierte sich das Fassungsvermögen auf 16.500 Zuschauer.
Seit der Partie gegen 1860 München am 15. Februar 2015 verfügt das Stadion über eine moderne 30 Quadratmeter große LED-Videowand, auf der erstmals auch Wiederholungen von Spielszenen gezeigt werden können. Die 100.000 Euro teure Anzeige wurde vom Namenssponsor Merck finanziert und soll auch im neu gebauten Stadion eingesetzt werden. Mit dem Aufstieg des SV 98 in die Bundesliga zur Saison 2015/16 wurden weitere kleine Nachbesserungen am Stadion nötig: Der Platz für Medienvertreter wurde auf 54 zusätzliche Presse-Sitze erweitert. Zudem ließ die DFL die Torlinientechnik Hawk Eye installieren. Durch die Erweiterungen von zwei mobilen Stahlrohrtribünen im Herbst 2016 in der Nord- und Süd-Kurve erhöhte sich die Kapazität auf 17.468 Plätze. Die überdachte Südtribüne ist für 3.698 Stehplätze ausgelegt. Auf der Nordtribüne sind 2.812 überdachte Sitzplätze entstanden. Zudem erhielt der Verein zwei Rasentrainingsplätze für die erste Mannschaft vor dem Stadion.
Zum Januar 2018 übernahm die Tochtergesellschaft des SV Darmstadt 98 „SV 98 Stadion GmbH“ den Betrieb und Umbau des Stadions. Die Stadt überlässt dem Verein den Betrieb bis zum Jahr 2058 und erhält dafür einen jährlichen Erbbauzins.
Für den 8. Dezember 2018 wurde beim Heimspiel gegen den FC Ingolstadt 04 eine „Verabschiedung“ der Gegengerade durchgeführt. Am 10. Dezember startete der komplette Abriss, da die DFL den Zustand der Gästetribüne, die weder überdacht, noch durch Zäune oder dergleichen von den Heimblöcken getrennt ist, nicht mehr weiter dulden wollte. Am 4. August 2019 wurde beim ersten Heimspiel der Saison gegen Holstein Kiel der Heimbereich des unteren Rangs der Gegengeraden, der 4300 Stehplätze bietet, in Betrieb genommen. Anfang 2020 wurde der Bau der Gegengeraden komplett abgeschlossen. Darauf startete der Neubau der Haupttribüne am 1. März 2021 mit der Grundsteinlegung durch Oberbürgermeister Jochen Partsch, Stadtkämmerer André Schellenberg, Vereinspräsident Rüdiger Fritsch und SV 98-Geschäftsführer Michael Weilguny. Im Oktober 2022 wurden die ersten 1.350 Plätze auf der Haupttribüne geöffnet. Die neue Haupttribüne kostete rund 26,7 Millionen Euro und wird zu Beginn des Jahres 2023 fertiggestellt. Die Tribüne bietet Platz für 2900 Zuschauer. Zudem wird es einen VIP-Bereich mit einer Kapazität von 1.150 Personen geben. Die Sitzplätze unterteilen sich auf ca. 1000 Business-Seats und 20 ca. 30 m² große Logen mit insgesamt 264 Plätzen.
Nach dem gesamten Umbau war geplant, dass das Stadion eine Kapazität von insgesamt 18.603 Plätzen haben sollte, wovon 9.558 Steh- und 9.045 Sitzplätze sein werden. Die Kosten belaufen sich nach jetzigen Schätzungen auf 46,7 Mio. Euro, die sich Stadt Darmstadt (max. 21 Mio. Euro), der SV Darmstadt und das Land Hessen (3,5 Mio. Euro) teilen.
Zwischen 2017 und 2023 wurde das Stadion am Böllenfalltor von dem Architekturbüro 1100: Architekten Riehm Piscuskas geplant und baulich umgesetzt. Das Bauvorhaben des gesamten Areals umfasste die Neu- und Umgestaltung des Stadions selbst, inklusive Abriss und Neubau des dazugehörigen Funktionsgebäudes, sowie die Sanierung der denkmalgeschützten Böllenfalltorhalle, die direkt an das neu gebaute Funktionsgebäude anschließt. Als Generalplaner für die Umwandlung des Merck-Stadions am Böllenfalltor für den SV Darmstadt 98 trug das Architekturbüro die Verantwortung für die Bereiche Architektur, Statik, TGA, Freianlagen, Brandschutz und Bauphysik des Neu- und Umbaus. Das Ziel der Maßnahme war es, eine moderne Arena zu schaffen, die alle Anforderungen der 1. Bis 3. Liga abbildet und dabei den Charakter des über 100-jährigen Stadions erhält. Um den Umbau bei laufendem Betrieb durchsetzen zu können, sowie Kosten und Fläche zu sparen, entwickelte das Architekturbüro für den Umbau ein Konzept in drei Bauabschnitten. Den ersten Abschnitt bildete der Neubau des Funktionsgebäudes. Der insgesamt ca. 3.000 m² große Bau, welcher sich über drei Stockwerke erstreckt, wurde in knapp anderthalb Jahren errichtet und 2019 fertiggestellt. Im zweiten Bauabschnitt erfolgte die Umsetzung der Gegentribüne von Dezember 2018 bis Mitte 2020, wobei schon ab August 2019 Zuschauer auf Teilen der Tribüne Spiele verfolgen konnten. Die Maßnahmen umfassten den Neubau inkl. Überdachung und Infrastruktur sowie umfassende Modernisierungen der umliegenden Außenanlagen. Die neue Gegentribüne beherbergt insgesamt 8.389 Zuschauerplätze, aufgeteilt in 5.500 Stehplätze und 2.889 Sitzplätze. Davon sind 1.731 Plätze als Gästeblock ausgebildet. Von Ende 2020 bis Anfang 2023 setzten 1100: Architekten im dritten Bauabschnitt anschließend den Neubau der ca. 2.800 Sitzplätze fassenden Haupttribüne samt Business-Club, Logenebene, Spieler- und Schiedsrichterbereiche und Pressezentrum um. Der Abbruch begann im August 2020, mit den Rohbauarbeiten wurde im November begonnen. Beide Tribünen wurden dicht an das Spielfeld herangerückt und die Anzahl der Stehplätze auf der Gegengerade durch die Ausstattung im gesamten Unterbereich deutlich erhöht. Beide Tribünen sind im Sinne eines nachhaltigeren Betriebs im Rahmen der Umbaumaßnahmen mit Photovoltaik-Anlagen ausgestattet worden.

### Aktuelle Situation

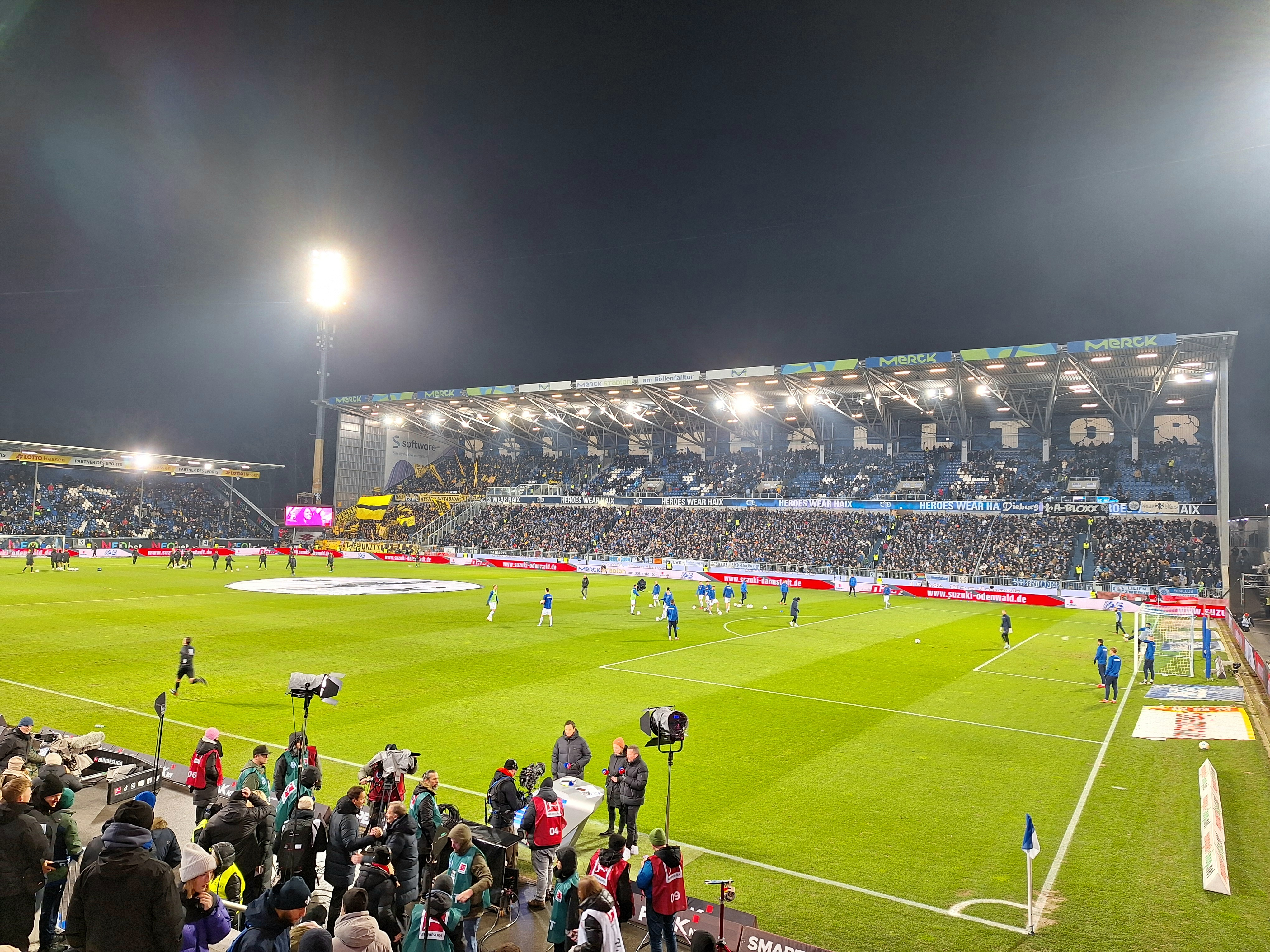
Gegengerade zum Jahresauftakt 2024 gegen Borussia Dortmund

Am 17. Dezember 2022 fand die Stadioneröffnung für die umgebaute Haupttribüne mit einem Freundschaftsspiel gegen Young Boys Bern statt. Das komplette Stadion hat ab der Rückrunde der Saison 2022/23 ein Fassungsvermögen von 17.810 Zuschauern.
Am 5. Februar 2024 wurde auf dem Vorplatz des Stadions, welcher am 15. Januar 2017 in Erinnerung an den ehemaligen Vereinspräsidenten Dr.-Karl-Heß-Platz getauft wurde, eine Stolperschwelle verlegt, um den Opfern des Nationalsozialismus zu gedenken.
Am 26. Januar 2025 wurde beim Heimspiel gegen den SC Paderborn die Hans-Kessler-Kurve eingeweiht. Der Stadionbereich befindet sich in der Ecke zwischen Haupttribüne und Nordtribüne,  umfasst 28 Stehplätze und einen eigenen Verpflegungsstand. Die bei dem Stadionumbau abgebaute Uhr, nach dem ehemaligen Sponsor Dugena benannt, wurde restauriert und in der Hans-Kessler-Kurve aufgebaut. Namensgeber der Kurve ist der ehemalige Präsident des Vereins, Hans Kessler.

## Kapazität und Besucherzahlen
Als Folge der immer maroder werdenden Bausubstanz und den Anforderungen des Profifußballs – die Stehplatztribünen wurden auf Kriegsschutt errichtet – wurden diverse Baumaßnahmen im Bereich des Stadions und der Infrastruktur notwendig.
Das Stadion hat nun eine Kapazität von 17.810 Zuschauern, wobei ursprünglich eine Kapazität von 18.603 Zuschauern geplant war. Für die Fans, Medienvertreter und Sponsoren stehen 8678 Sitzplätze und 9132 Stehplätze zur Verfügung. Von diesen sind 2.812 überdachte Sitzplätze auf der Nordtribüne, 5.434 überdachte Steh- und 2.884 überdachte Sitzplätze auf der Gegengeraden, 3698 überdachte Stehplätze auf der „Jonathan-Heimes-Tribüne“ (Südtribüne) und 2.982 überdachte Sitzplätze auf der Haupttribüne. Die Plätze auf der Haupttribüne teilen sich wiederum in 1532 öffentliche Sitzplätze, 106 Rollstuhlplätze mit Begleitpersonen, 50 Presseplätze, 1030 Business-Seats und 264 Logenplätze auf.
Ab der Saison 1974/75 bis zur Saison 1976/77 lag der Zuschauerdurchschnitt bei ungefähr 5.000 Personen pro Spiel. Während der Aufstiegssaison 1977/78 stieg die Anzahl auf ungefähr 9.000 Zuschauer pro Spiel und erreicht während der Erstligasaison 1978/79 durchschnittlich 16.841 Zuschauer. Während den beiden folgenden Zweitligasaisons sank die Anzahl der Zuschauer pro Spiel wieder auf 5.000 Personen. Bei der erneuten Erstligasaison 1981/82 besuchten ungefähr 15.000 Zuschauer pro Spiel das Stadion. Nach dem Abstieg spielte der SV 98 für neun Jahre in der eingleisigen zweiten Fußballliga und hatte dort durchschnittlich zwischen 3.932 und 6.105 Zuschauer pro Spiel. Nach dem Abstieg in die Regionalliga Süd sank die durchschnittliche Zuschauerzahl pro Spiel erneut und erreichte 1995/96 einen Tiefpunkt bei 2.545 Personen. In den Oberligasaisons 2003/04 und 2007/08 konnte der Verein jedoch seinen ungefähren Zuschauerdurchschnitt halten. Nach dem Aufstieg in die 3. Liga 2011 saßen bei den Spielen erstmals seit 1987/88 wieder über durchschnittlich 6.000 Zuschauer pro Spiel im Stadion und ein Spiel war ausverkauft. Während der Aufstiegssaison 2013/14 besuchten durchschnittlich knapp 7.000 Zuschauer pro Spiel das Stadion. In der Saison 2014/15 besuchten durchschnittlich 14.000 Zuschauer pro Spiel das Bölle. In den beiden folgenden Saisons in der Bundesliga stieg dieser Wert auf über 16.000 Personen pro Spiel. Aufgrund der COVID-19-Pandemie fanden in der Saison 2019/20 mehrere Spiele ohne Zuschauer statt. Die Saison 2020/21 wurde fast ausschließlich in leeren Stadien ausgetragen. In der Saison 2021/22 kam man auf neun ausverkaufte Spiele und einen Schnitt von knapp 9.000 Zuschauer pro Spiel, nachdem die Stadien wieder größtenteils ohne Einschränkungen geöffnet wurden. Während der Saison 2022/23 fanden sich insgesamt 266.649 Zuschauer zu den Spielen ein, was einem Schnitt von 15.685 pro Spiel ergibt.
| Saison  | Liga          | Zuschauer (absolut) | Zuschauer (Schnitt) | Spiele (Anzahl) | Anmerkung     |
| ------- | ------------- | ------------------- | ------------------- | --------------- | ------------- |
| 2023/24 | Bundesliga    | 301.206             | 17.718              | 17              | -             |
| 2022/23 | 2. Bundesliga | 266.649             | 15.685              | 17              | Umbau         |
| 2021/22 | 2. Bundesliga | 159.832             | 09.402              | 17              | Umbau, Corona |
| 2020/21 | 2. Bundesliga | 001.741             | 01.741              | 17              | Umbau, Corona |
| 2019/20 | 2. Bundesliga | 182.592             | 14.046              | 17              | Umbau, Corona |
| 2018/19 | 2. Bundesliga | 221.302             | 13.018              | 17              | Umbau         |
| 2017/18 | 2. Bundesliga | 285.523             | 15.862              | 18              | -             |
| 2016/17 | Bundesliga    | 283.403             | 16.671              | 17              | -             |
| 2015/16 | Bundesliga    | 279.280             | 16.428              | 17              | -             |
| 2014/15 | 2. Bundesliga | 237.202             | 13.953              | 17              | -             |
| 2013/14 | 3. Liga       | 127.207             | 06.695              | 19              | -             |
| 2012/13 | 3. Liga       | 113.600             | 05.979              | 19              | -             |
| 2011/12 | 3. Liga       | 115.900             | 06.100              | 19              | -             |

## Stadionname
Das Böllenfalltor hat seinen Namen nach den Pappeln, südhessisch „Bellen“ oder „Böllen“, die zu Zeiten des landgräflichen Darmstadt auf dem Weg nach Traisa wuchsen. Falltore waren Lattentore, die als Zugänge zum eingezäunten Darmstädter Wald dienten. Damit sollte das Entweichen des Wildes verhindert werden. Noch heute schmücken eine Vielzahl von Pappeln den Nordrand des Stadions. Diese dürfen auf Anordnung der Stadtverordnetenversammlung von 1920 nicht gefällt werden, da der Verein die Patenschaft für die Bäume übernahm.
Im Rahmen eines Namenssponsorings in Höhe von 300.000 Euro pro Jahr durch das Darmstädter Chemie- und Pharmaunternehmen Merck trägt das Stadion seit Juli 2014 offiziell den Namen Merck-Stadion am Böllenfalltor. Die Vereinbarung zwischen Merck und der Stadt Darmstadt als Eigentümerin des Stadions war zunächst auf 5 Jahre festgeschrieben.
Für die Bundesligasaison 2016/17 wurde das Stadion in Jonathan-Heimes-Stadion am Böllenfalltor umbenannt. Der Sponsor Merck verzichtete für diese Zeit auf sein Namensrecht, um den 2016 verstorbenen Darmstädter Fußballfan Jonathan Heimes zu würdigen. Seit der Saison 2017/18 trägt die Südtribüne des Stadions den Namen Jonathan-Heimes-Tribüne.
Im Mai 2018 verlängerte der SV Darmstadt 98 das Namenssponsoring mit Merck vorzeitig bis 2024 mit einer Option auf zwei weitere Jahre.
Anfang August 2023 vereinbarten der SV Darmstadt 98 und Merck, dass das Stadion bis 2028 weiterhin den Namen Merck-Stadion am Böllenfalltor tragen wird.

## Lage und Verkehrsanbindung
Das Stadion am Böllenfalltor befindet sich am östlichen Rand des Darmstädter Stadtteils Bessungen. Es liegt unmittelbar an der Straßenbahnstrecke zum Böllenfalltor (Haltestelle: Merck-Stadion) und ist daher sehr gut an den Nahverkehr in Darmstadt angeschlossen. Aktuell werden bei den Heimspielen des SV Darmstadt 98 zusätzliche Straßenbahnen eingesetzt, die als Linie 2 das Stadion mit der Innenstadt und dem Hauptbahnhof verbinden.
Mit dem Auto ist das Stadion über die Nieder-Ramstädter Straße (B 449) zu erreichen. Aufgrund seiner Lage in der Nähe des Paulusviertels, eines zu Bessungen gehörenden Villenviertels, und der Existenz weiterer Sportanlagen in unmittelbarer Nachbarschaft (Böllenfalltor-Sporthalle, Hochschulstadion der TU Darmstadt, Tennisplätze) stehen lediglich 400 Parkplätze für Pkw zur Verfügung. Nördlich der Böllenfalltorhalle gibt es zudem Abstellplätze für Fahrräder.

## Weitere Veranstaltungen
Die Sporthalle am Böllenfalltor wurde häufig für Musikveranstaltungen genutzt, dagegen das Stadion nur selten. Dafür wurde häufig der Lärmschutz als Argument genutzt.
Am 23. August 1981 spielten Motörhead und Iron Maiden beim 4th Golden Summernight Festival im Stadion. Das Rock-Festival hatte über 46.000 Besucher. Im Juli 2003 eröffnete Sir Elton John die Darmstädter Residenzfestspiele im Stadion am Böllenfalltor. Zuvor wurden dort mehrere Benefizfußballspiele zugunsten der Special Olympics ausgetragen. Im Juli 2004 traten dort beim Unrockstar Open Air Festival Die Ärzte und Beatsteaks auf. 2019 gab Frank Goosen eine Lesung im Stadion am Böllenfalltor. Im September 2021 wurde die Hessenmeisterschaft der Fußball-ID-Teams des Hessischen Behinderten- und Rehabilitations-Sportverbands am Böllenfalltor ausgetragen.

### Länderspiele
| Fußballnationalmannschaft der Männer       | Fußballnationalmannschaft der Männer | Fußballnationalmannschaft der Männer | Fußballnationalmannschaft der Männer | Fußballnationalmannschaft der Männer |
| Datum                                      | Begegnung                            | Begegnung                            | Begegnung                            | Ergebnis                             |
| ------------------------------------------ | ------------------------------------ | ------------------------------------ | ------------------------------------ | ------------------------------------ |
| 17. Mai 1978                               | BR Deutschland                       | –                                    | Hessenauswahl                        | 6:1                                  |
| Fußballnationalmannschaft der Frauen       |                                      |                                      |                                      |                                      |
| Datum                                      | Begegnung                            | Begegnung                            | Begegnung                            | Ergebnis                             |
| 11. Sep. 2003                              | Deutschland                          | –                                    | England                              | 4:0 (3:0)                            |
| Fußball-U-21-Nationalmannschaft der Männer |                                      |                                      |                                      |                                      |
| Datum                                      | Begegnung                            | Begegnung                            | Begegnung                            | Ergebnis                             |
| 14. Apr. 1998                              | Deutschland                          | –                                    | Israel                               | 1:1                                  |
| Fußball-U-21-Nationalmannschaft der Männer |                                      |                                      |                                      |                                      |
| Datum                                      | Begegnung                            | Begegnung                            | Begegnung                            | Ergebnis                             |
| 25. März 2025                              | Deutschland                          | –                                    | Spanien                              | 3:1 (1:1)                            |